# Gierałcice (powiat nyski)
Gierałcice (daw. Gierałtowice, niem. Giersdorf) – wieś w Polsce położona w województwie opolskim, w powiecie nyskim, w gminie Głuchołazy. Historycznie leży na Dolnym Śląsku, na ziemi nyskiej, na terenie Przedgórza Burgrabickiego, będącego częścią Przedgórza Paczkowskiego.
Częścią wsi jest Radzów.
W latach 1975–1998 miejscowość należała administracyjnie do ówczesnego województwa opolskiego.
Według danych na 2011 wieś była zamieszkana przez 882 osoby.
Z kolei według informacji ze strony wyborczej, w 2025 roku liczba mieszkańców wynosi 755.

## Geografia

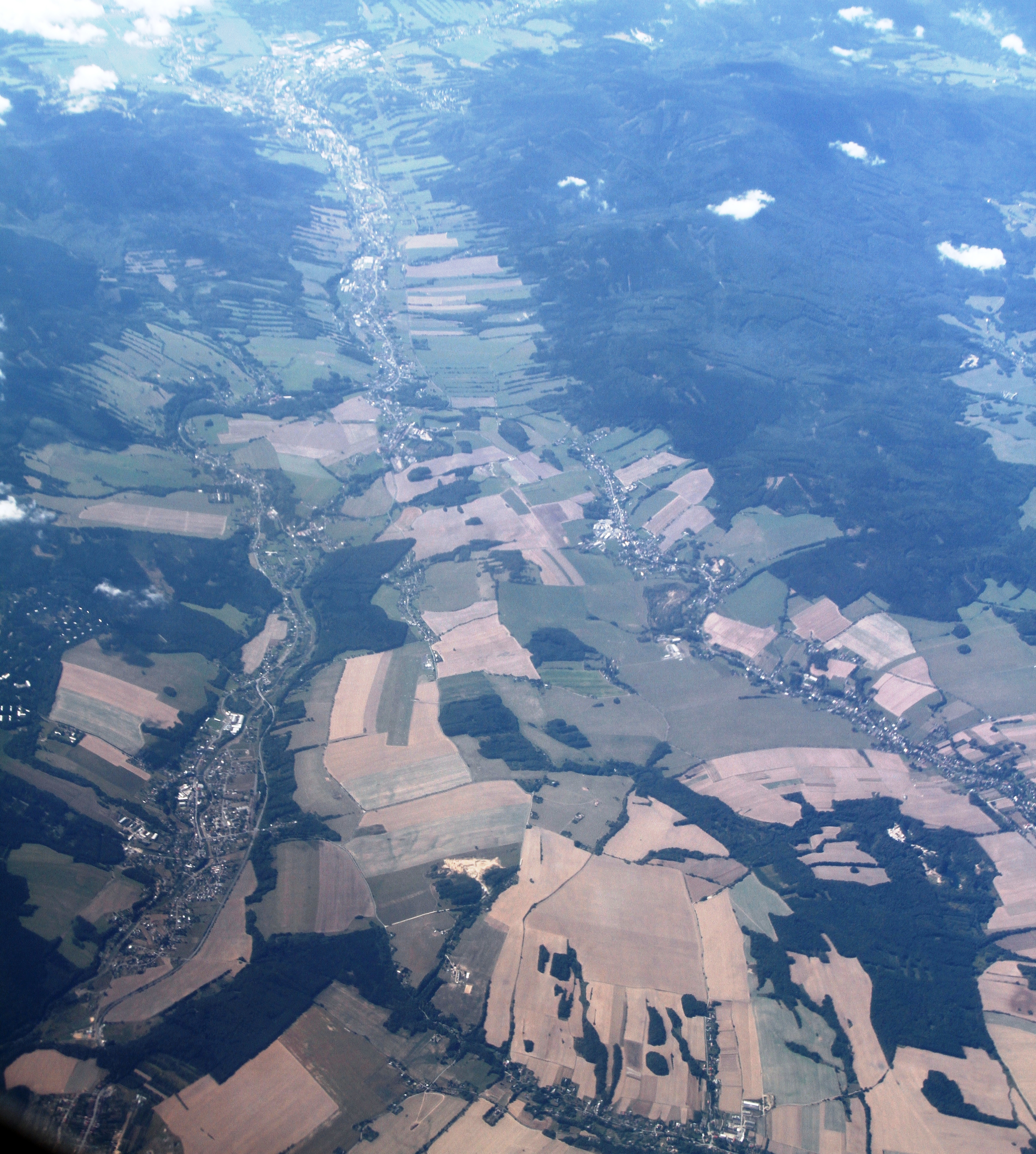
Zdjęcie lotnicze Gierałcic i ich okolicy

### Położenie
Wieś jest położona w południowo-zachodniej Polsce, w województwie opolskim, około 1 km od granicy z Czechami, na Przedgórzu Paczkowskim. Należy do Euroregionu Pradziad.

### Środowisko naturalne
W Gierałcicach panuje klimat umiarkowany ciepły. Średnia temperatura roczna wynosi +7,8 °C. Duże zróżnicowanie dotyczy termicznych pór roku. Średnie roczne opady atmosferyczne w rejonie Gierałcic wynoszą 614 mm. Dominują wiatry zachodnie.

## Nazwa
W 1284 r. miejscowość została wymieniona pod nazwą Geraltici, a w 1301 r. pod nazwą Gesen (Jesionów).
Nazwa miejscowości pochodzi od nazwiska pierwszego sołtysa kolonizacyjnego.

## Historia
Miejscowość ponownie lokowana w 1210 roku.
W latach 1945–1950 Gierałcice należały do województwa śląskiego, a od 1950 do województwa opolskiego.
W latach 1945–1991 stacjonowała w Gierałcicach strażnica Wojsk Ochrony Pogranicza, która podlegała 45 Batalionowi WOP w Prudniku. 16 maja 1991 r. strażnica została przejęta przez Straż Graniczną i funkcjonowała do 1 stycznia 2003 roku, kiedy to została rozformowana.

## Zabytki
Na listę zabytków Narodowego Instytutu Dziedzictwa wpisane są:
- kościół parafialny pw. św. Michała Archanioła, wzmiankowany w 1300 roku[5], późnogotycki z 1503 roku, lata 1869–1891, o cechach neogotyckich[1] z renesansową wieżą zakończoną ostrym hełmem barokowym pochodzącym z 1615 roku,
- dwór z XVII wieku, k. XIX wieku; zbudowany w stylu gotyckim (1492 rok), przebudowany na renesansowy w XVI wieku, z herbami biskupstwa nyskiego i rodziny von Troilo z 1615 r. na frontonie[1][5].

Inne zabytki:
- późnobarokowa plebania[1],
- remiza strażacka.

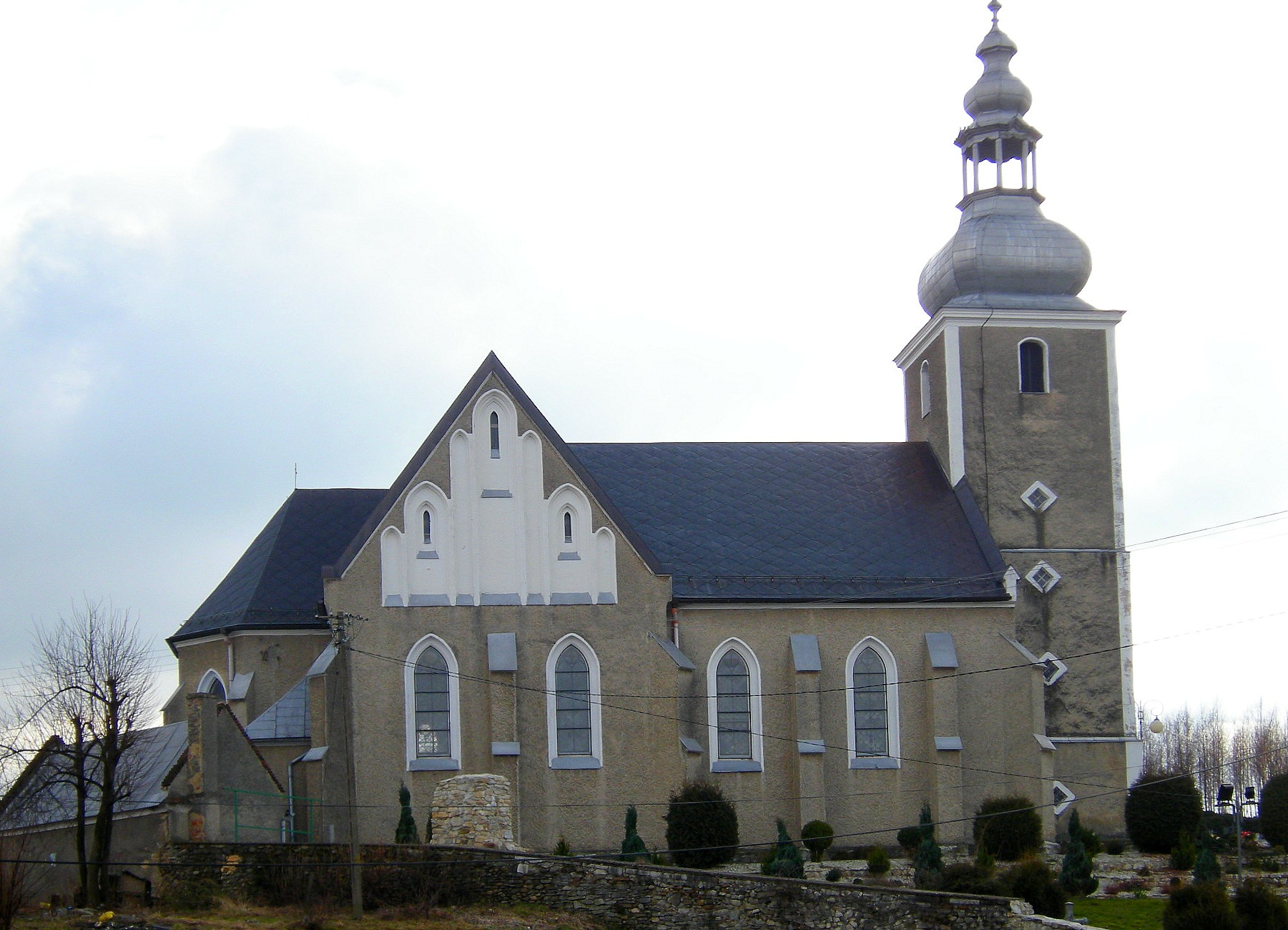
Kościół parafialny pw. św. Michała Archanioła
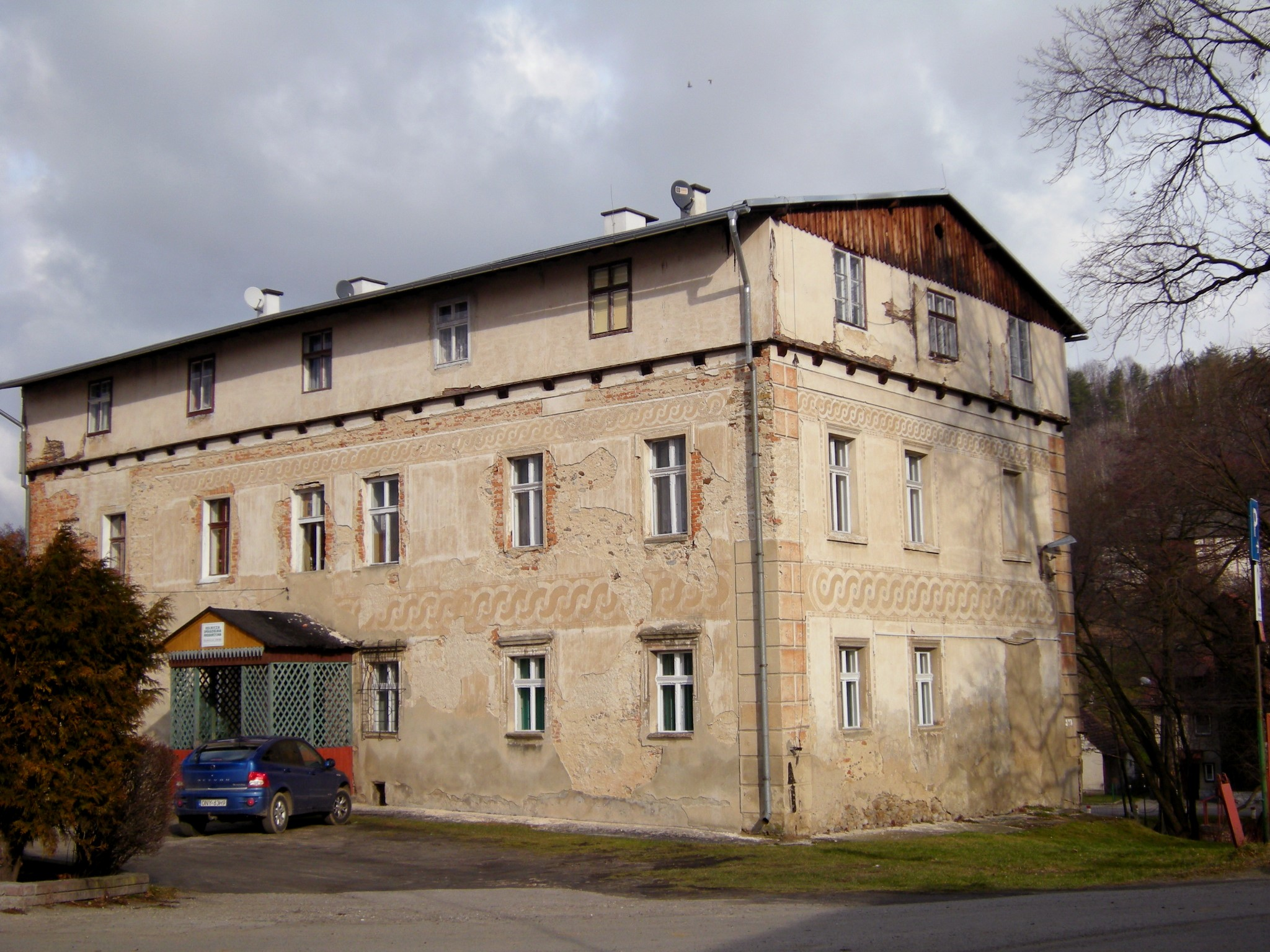
Dwór

## Ochotnicza straż pożarna
W Gierałcicach działa ochotnicza straż pożarna. OSP niejednokrotnie brało udział w Mistrzostwach Województwa Opolskiego oraz Mistrzostwach Polski (różne grupy), a także w zawodach w Niemczech czy Czechach.

## Gospodarka
W Gierałcicach znajduje się rolnicza spółdzielnia produkcyjna.

## Turystyka
15 lipca 2010, w ramach organizowanego w Prudniku VI Europejskiego Tygodnia Turystyki Rowerowej, w którym wzięli udział rowerzyści z całej Europy, przez Gierałcice prowadziła trasa „Szlakiem błogosławionej Marii Luizy Merkert”.

### Szlaki rowerowe
Przez Gierałcice prowadzą szlaki rowerowe:
- Trasa rowerowa PTTK nr R9: Głuchołazy – Kolonia Jagiellońska – Bodzanów – Rudawa – Nowy Świętów – Wilamowice Nyskie – Gierałcice – Biskupów – Łączki – granica województw opolskiego i dolnośląskiego
- Trasa rowerowa PTTK nr 60-c: Prudnik – Prudnik, Osiedle Tysiąclecia – Lipno – Prudnik-Las – Dębowiec – Pokrzywna – Jarnołtówek – Konradów – Głuchołazy – Kolonia Jagiellońska – Gierałcice – Biskupów – Burgrabice – Kijów – Gościce